# Neftali Manzambi
Neftali Benedic Manzambi (Luanda, Angola, 23 de abril de 1997) es un futbolista suizo que juega como delantero en la Academia Puerto Cabello de la Primera División de Venezuela.

## Trayectoria
Se formó en el F. C. Basilea suizo.
En agosto de 2018 llegó al Real Sporting de Gijón procedente del club suizo en calidad de cedido. En enero de 2019 se marchó cedido al Córdoba C. F. una vez fue adquirido en propiedad y firmar por tres años. Un año después volvió a salir cedido al Valencia C. F. Mestalla de la Segunda B y enero de 2021 encadenó una tercera cesión al Mjällby AIF de la Allsvenskan. En julio de ese mismo año el equipo asturiano le rescindió el contrato y se marchó al F. C. Winterthur.

## Clubes
| Club                             | País      | Año           |
| -------------------------------- | --------- | ------------- |
| F. C. Basilea                    | Suiza     | 2017-2018     |
| Real Sporting de Gijón           | España    | 2018-2021     |
| Córdoba C. F. (cedido)           | España    | 2019          |
| Valencia C. F. Mestalla (cedido) | España    | 2020          |
| Mjällby AIF (cedido)             | Suecia    | 2021          |
| F. C. Winterthur                 | Suiza     | 2021-2024     |
| F. C. Schaffhausen (cedido)      | Suiza     | 2023          |
| F. C. Schaffhausen               | Suiza     | 2024          |
| Academia Puerto Cabello          | Venezuela | 2025-presente |